# Patricia A. Woertz
Patricia Ann Woertz, (nascida em 17 de março de 1953)  é uma empresária estadunidense aposentada. Ela já atuou como presidente e CEO da Archer Daniels Midland. Anteriormente, ela foi vice-presidente executiva da Chevron Corporation, onde passou 29 anos e atuou como vice-presidente executiva da Global Downstream. A partir de 2014, ela é listada como a 85ª mulher mais poderosa do mundo pela Forbes.

## Educação e início de carreira
Nascida em Pittsburgh, Pensilvânia, em 1953, estudou contabilidade na Penn State University, graduando-se em 1974. Ela trabalhou pela primeira vez para a Ernst & Young, em Pittsburgh, depois mudou-se para a Gulf Oil, um cliente da Ernst & Young. Ela esteve brevemente em Vancouver, British Columbia, para se tornar presidente da Chevron International e, finalmente, vice-presidente executiva das operações globais de downstream da Chevron. Na ADM, espera-se que ela se concentre em etanol e biocombustíveis.

## Carreira do Arqueiro Daniels Midland
Como CEO da Archer Daniels Midland, em 2010, ela foi classificada como a 3ª mulher mais poderosa pela revista Fortune. Em 2009, com uma classificação de 93, Woertz era a mulher mais bem classificada na lista dos principais CEOs da Fortune 500. Também em 2009, a Forbes classificou Woertz como a 26ª mulher mais poderosa do mundo. Ex-vice-presidente executiva da Chevron Corporation, Woertz saiu para buscar oportunidades de CEO. Em entrevista à Fortune Magazine, ela se caracterizou como uma outsider na ADM: "Estou fora da empresa, fora da indústria, fora da família, fora das expectativas de gênero". Enquanto CEO da Archer Daniels Midland em 2009, Patricia A. Woertz recebeu uma remuneração total de $ 14.689.022, que incluiu um salário base de $ 1.300.000, um bônus em dinheiro de $ 2.040.384, ações concedidas de $ 4.919.563, opções concedidas de $ 6.356.267 e outras remunerações totalizando $ 72.807. 
Ela também é membro do Comitê Executivo do The Business Council para 2011 e 2012.
2014 foi o melhor ano da ADM na história da empresa. Assim, a partir de 2014, Woertz é listada como a 85ª mulher mais poderosa do mundo pela Forbes. Woertz ganhou um salário total de $ 29.800.000 em 2014, incluindo um bônus em dinheiro de $ 9.300.000 e ações concedidas de $ 7.550.000.
Em 5 de novembro de 2014, a ADM anunciou que a partir de 1º de janeiro de 2015, Juan Luciano se tornará o novo CEO da empresa.

## Vida pessoal
Woertz atualmente reside em Chicago, IL.